# 金盾暗沙
金盾暗沙，属南薇滩一暗沙。目前由越南控制，中国声称对其擁有主权。

## 历史
- 1935年中国的公布名称为顷士登滩。
- 1947年和1983年中国的公布名称为金盾暗沙。有外文图书称其为Kingston Shoal[1]。

## 地质地形
该滩呈手枪形，东北一西南一南走向，长13.64km，宽5.12km，水深10.9-12.8m。